# Ryūnosuke Kamiki
Ryūnosuke Kamiki (神木 隆之介 Kamiki Ryūnosuke?,  Fujimi, Prefectura de Saitama, 19 de mayo de 1993) es un actor y seiyū japonés. Ha participado en afamadas películas animadas como El viaje de Chihiro, Howl no Ugoku Shiro, Doraemon y el pequeño dinosaurio, Karigurashi no Arriety, Summer Wars y más recientemente, Kimi no Na wa. Su papel de Taki Tachibana en Kimi no Na wa. le ha valido un premio a "Mejor actor principal" en la última edición de los Seiyū Awards.

## Filmografía

### Películas de acción real
- Kirikou et la sorcière – Kirikou (1998)[3]
- Rokkazu – Joven Taku (2003)
- Odoru Daisōsasen the Movie 2: Rainbow Bridge o Fūsa Seyo! (2003)[4]
- Ren'ai-Shōsetsu – Joven Satoshi Kubo (2004)[5]
- Insutōru – Kazuyoshi Aoki (2004)[6]
- Survive Style 5+ – Keiichi Kobayashi (2004)
- Otsuichi (2005)[7]
- La Gran Guerra Yokai (The Great Yokai War) – Tadashi Ino (2005)
- Ruri no Shima Special 2007: Hatsukoi (2007)[8]
- Big Man Japan – Warabe-no-jū (2007)[9]
- Tōku no Sora ni Kieta – Ryūnosuke Kusunoki (2008)[10]
- Little DJ: Chiisana Koi no Monogatari – Tarō Takano (2008)[11]
- 20-Seiki Shōnen: Saishū-shō: Bokura no Hata – Katsumata (2009)[12]
- SPEC: Ten (2012)[13]
- The Kirishima Thing – Ryōya Maeda (2012)[14]
- Rurouni Kenshin: The Great Kyoto Fire – Seta Sōjirō (2014)[15]
- SPEC: Close (2013)[13]
- Rurouni Kenshin: The Legend Ends – Seta Sōjirō (2014)[16]
- As the Gods Will – Takeru Amaya (2014)[17]
- Bakuman – Akito Takagi (2015)[18]
- Poison Berry In My Brain – Ishibashi (2015)[19]
- Sun – Tetsuhiko Okudera (2016)[20]
- Too Young To Die! Wakakushite Shinu – Daisuke (2016)[21]
- March Comes in Like a Lion – Rei Kiriyama (2017)
- JoJo's Bizarre Adventure: Diamond Is Unbreakable Chapter I (2017) – Koichi Hirose (2017)

### Películas animadas
- El viaje de Chihiro – Bebé (2001)[22]
- Howl no Ugoku Shiro – Markl (2004)[23]
- Doraemon y el pequeño dinosaurio – Pi-suke (2006)[24]
- Hoshi o Katta Hi – Nona (2006)[25]
- Piano Forest – Shūhei Amamiya (2008)[26]
- Summer Wars – Kenji Koiso (2009)[27]
- Karigurashi no Arriety – Sho (2010)[28]
- La princesa y el piloto – Charles Karino (2011)[29][30]
- Kimi no Na wa. – Taki Tachibana (2016)
- Mary to Majo no Hana – Peter (2017)
- El tiempo contigo - Taki Tachibana (cameo) (2019)
- Evangelion: 3.0+1.0 Thrice Upon a Time - Shinji Ikari (adulto) (2021)

### Televisión
- Aoi Tokugawa Sandai – Joven Tokugawa Yoshinao (NHK, 2000)
- Namida o Fuite – Ryota Fuchigami (Fuji TV, 2000)[31]
- Quiz (TBS, 2000)[32]
- Kamen Rider Agito – young Overlord of Darkness & young Overload of Light (TV Asahi, 2001-2002)[33]
- Bakuryū Sentai Abaranger - Kerato (Bakuryuu Triceratop's human form) (ep 36) (TV Asahi, 2003)
- Pretty Guardian Sailor Moon Act 9 (2003)
- Boku no Mahōtsukai – Joven Michio (NTV, 2003)[34]
- Matthew's Best Hit TV+ (2003)
- Ōoku – Iemochi Tokugawa (2004)[35]
- Aikurushii (TBS, 2005)[36]
- Yoshitsune – Ushiwakamaru (NHK, 2005)[37]
- Tantei Gakuen Q (NTV, 2006-2007)[38]
- Dondo Bare (NHK, 2007)
- Kaze no Gāden (Fuji TV, 2008)[39]
- Akahana no Sensei (NTV, 2009)[40]
- Bloody Monday episodes 6-7 (TBS, 2010)[41]
- Keizoku 2 "Spec" (TBS, 2010)[42]
- Kokoro no Ito (SP) (NHK, 2010)[43]
- Koukousei Restaurant – Yōsuke Sakamoto (NTV, 2011)[44]
- 11 nin mo iru! – Kazuo Sanada (TV Asahi, 2011)[45]
- Taira no Kiyomori – Minamoto no Yoshitsune (NHK, 2012)[46]
- Kazoku Game – Shin'ichi Numata (Fuji TV, 2013)[47]
- Henshin – Jun'ichi Naruse (WOWOW, 2014)[48]
- Oyaji no Senaka episode 9 – Tatsuya (TBS, 2014)[49]
- Gakkō no Kaidan – Kei Shizukui (NTV, 2015)[50]
- Samurai Sensei – Sakamoto Ryōma (TV Asahi, 2015)[51]

## Premios y nominaciones
| Premio                           | Año  | Categoría                    | Película            | Resultado |
| -------------------------------- | ---- | ---------------------------- | ------------------- | --------- |
| Premios de la Academia Japonesa  | 2006 | «Mejor actor nuevo»          | The Great Yokai War | Ganador   |
| Seoul International Drama Awards | 2011 | «Actor popular»              | Kokoro no Ito       | Ganador   |
| Nikkan Sports Drama Grand Prix   | 2013 | «Mejor actor de reparto»     | Kazoku Game         | Ganador   |
| The Television Drama Academy     | 2013 | «Mejor actor de reparto»     | Kazoku Game         | Ganador   |
| TVLife Drama Award 2013          | 2013 | «Mejor actor de reparto»     | Kazoku Game         | Ganador   |
| Seoul International Drama Awards | 2015 | «Estrella asiática favorita» | -                   | Ganador   |
| Seiyū Awards                     | 2017 | «Mejor actor principal»      | Kimi no Na wa.      | Ganador   |